# Joachim von Ulmann
Joachim von Ulmann (* 2. Juni 1940; † 1992) war ein deutscher Autor, Synchronsprecher und Schauspieler.

## Leben
Ulmanns schriftstellerische Tätigkeit bezog sich vorrangig auf die Dialogbücher von kommerziellen Kinder- und Jugendhörspielen, die unter dem Label Kiosk produziert wurden. So schuf er beispielsweise die Texte für Die kleinen Detektive, eine Krimireihe mit Frank Schaff und Tatjana Gessner in den Hauptrollen oder die Abenteuer um Xanti, den kleinen Fuchs aus dem Wunderwald, dem Charles Rettinghaus seine Stimme lieh. Zugleich wirkte Ulmann selbst in einigen Hörproduktionen, beispielsweise bei Bibi Blocksberg oder Benjamin Blümchen, mit.
Bekanntheit als Schauspieler und Synchronsprecher erlangte er durch einige Nebenrollen, etwa in Spielfilmproduktionen wie Ghostbusters II oder Die flambierte Frau, der Zeichentrickserie Alfred J. Kwak oder in Fernsehspielen wie Caspar David Friedrich – Grenzen der Zeit.
Ulmann verstarb im Jahr 1992.

## Sprecharbeiten
- FBI (Fernsehserie): Synchronsprecher von William Reynolds, Staffeln 3 bis 8
- Xanti, der kleine Fuchs (Hörspielserie in 16 Teilen): Dialogbuchautor
- Die kleinen Detektive (Hörspielserie in neun Teilen, neu erschienen unter Drei Freunde ermitteln): Dialogbuchautor
- Alfred J. Kwak (Zeichentrickserie): Synchronsprecher von Baron von Puter

## Filmografie
- 1966: Vater einer Tochter (Fernsehfilm)
- 1967: Kaviar und Linsen (Fernsehfilm)
- 1970: Unternehmer (Fernsehfilm)
- 1972: Das Geheimnis der alten Mamsell (Fernsehfilm)
- 1983: Die flambierte Frau
- 1984: Dorian Gray im Spiegel der Boulevardpresse (Film-Fernsehproduktion unter der Regie von Ulrike Ottinger)
- 1986: Caspar David Friedrich – Grenzen der Zeit